# Hans van Baalen
Johannes Cornelis van Baalen, detto Hans (Rotterdam, 17 giugno 1960 – Rotterdam, 29 aprile 2021), è stato un politico olandese, esponente del Partito Popolare per la Libertà e la Democrazia (VVD).

## Biografia
Van Baalen è nato a Rotterdam ed ha frequentato le scuole a Krimpen aan den IJssel. In seguito ha studiato legge presso l'Università di Leida, dove è stato membro della Fraternità Minerva e della Pro Patria, una associazione di guardie studentesche. Durante gli studi, Van Baalen ha lavorato come giornalista freelance e dopo la laurea è stato assunto come consulente alle pubbliche relazioni dalla Deloitte Consulting.
Nel 1986 si è iscritto al partito VVD, diventando particolarmente attivo a livello internazionale, fino a diventare responsabile del dipartimento per le relazioni internazionali del partito, incarico che ha ricoperto fra il 1993 e il 1998. È stato eletto alla Camera dei Rappresentanti dei Paesi Bassi dal 28 settembre 1999 al 23 maggio 2002 e dal 30 gennaio 2003 fino al 14 luglio 2009. Al parlamento nazionale si è distinto come componente delle commissioni Esteri, Affari Europei e Difesa.
In seguito alle elezioni europee del 2009, è stato eletto deputato al Parlamento europeo per i Paesi Bassi, dove ha ricoperto l'incarico di capo-delegazione olandese del VVD ed è stato considerato uno degli uomini più autorevoli del suo partito. Dal 2009 al 2014 è stato presidente dell'Internazionale Liberale.